# كبلر-25b
كليبر 25 بي (بالإنجليزية: Kepler-25b)‏ الذي يرمز له بالرمز KOI-244.02، هو كوكب خارج المجموعة الشمسية، في كوكبة القيثارة، يتبع Kepler-25 ‏.

## الاكتشاف
اكتشف في 25 يناير 2017.